# Ивская Вершина
Ивская Вершина (мар. Кӱшыл Мосара) — деревня в Мари-Турекском районе Республики Марий Эл. Входит в состав Хлебниковского сельского поселения.

## География
Находится в восточной части республики Марий Эл на расстоянии приблизительно 24 км по прямой на юго-восток от районного центра посёлка Мари-Турек.

## История
Известна с 1722 года как деревня Массара с населением 9 ясачных крестьян. В 1782 году в деревне проживали 27 человек. По переписи 1859—1879 годов в деревне насчитывается 42 двора, 452 жителя. В 1877 года деревня упоминается уже как Средняя Мосара. В 1923 году в деревне было 49 дворов, проживал 321 человек. В 1933 году в деревне было 360 жителей, в 1959 375 человек. В 2000 году в деревне отмечено 80 домов. В советское время работали колхозы «Ушнымаш», им. Мичурина, «Большевик», совхоз имени Кирова, позднее ТОО «Мосаринское».

## Население
Население составляло 289 человек (мари 98 %) в 2002 году, 258 в 2010.